# Eduardo Redondo
Eduardo Gonzalo Redondo Castanera (ur. 18 lutego 1967 w Buenos Aires) – argentyński duchowny rzymskokatolicki, biskup pomocniczy diecezji Quilmes od 2023.

## Życiorys

### Prezbiterat
Święcenia kapłańskie przyjął 6 grudnia 1998 i został inkardynowany do diecezji Santos (Brazylia). Jest członkiem Bractwa Księży Diecezjalnych Robotników. Był m.in. wicerektorem diecezjalnego seminarium duchownego, członkiem Rady Generalnej bractwa oraz rektorem seminarium w Huancayo (Peru).

### Episkopat
15 października 2022 papież Franciszek mianował go biskupem pomocniczym Quilmes ze stolicą tytularną Tingaria. Sakry udzielił mu 17 lutego 2023 biskup Carlos José Tissera.